# Петар Цариградски
Петар Цариградски (грч. Πετρος; умро октобра 666.) је био цариградски патријарх у периоду од 654. до 666. године. Осуђен је као јеретик на Трећем цариградском сабору. Њега је на месту васељенског патријарха наследио Тома II Цариградски.
Петар је на месту цариградског патријарха наследио патријарха Пира. Пир је као и он био монотелит. У преписци са римским папом Виталијаном након Виталијановог уздизања на римску столицу, Петар није био посвећен монотелитизму, што је довело до обнављања црквеног односа између Рима и Цариграда. Ово је резултирало додавањем Виталијановог имена на диптихе цркве у Цариграду — једино име папе које је тако унето између владавине папе Хонорија I, који је умро 638. и 677. када је патријарх Теодор I уклонио папино име пред Шести васељенски сабор. На сабору је Петар осуђен као јеретик заједно са патријарсима Сергејем I, Пиром и Павлом II, патријархом Киром Александријским и Теодором Фаранским.